# Ptychodon blacki
Ptychodon blacki är en snäckart som beskrevs av Dell 1955. Ptychodon blacki ingår i släktet Ptychodon och familjen Charopidae. Inga underarter finns listade i Catalogue of Life.